# AppleShare IP Migration
AppleShare IP Migration è un programma incluso nel sistema operativo macOS Server. Il programma serve per importare le impostazioni e gli utenti da una rete AppleShare IP verso l'architettura a directory del Mac OS X. Serve per permettere una transizione indolore con il passato e quindi svolge funzione di legacy. Il programma si trova nel server, nella posizione /Applications/Server/AppleShare IP Migration.app.